# Коллинс, Бен
Бен Коллинс (англ. Ben Collins) — бывший инженер НАСА, бывший руководителем проекта Debian с апреля 2001 года по апрель 2002 года. Его сменил в этой роли Бдайл Гарби. Он работал в Canonical Ltd. в качестве лидера команды ядра Linux над Ubuntu. В настоящее время он работает на Bluecherry программистом Linux ядра для их карт кодирования MPEG.